# Mladenovac (wieś)
Mladenovac (cyr. Младеновац) – wieś w Serbii, w mieście Belgrad, w gminie miejskiej Mladenovac. W 2011 roku liczyła 1636 mieszkańców.